# 椎名一保
椎名 一保（しいな かずやす、1952年（昭和27年）1月15日 - ）は、日本の政治家。自由民主党所属の元参議院議員。千葉県銚子市出身。

## 来歴
- 銚子市立銚子高等学校卒業
- 1975年3月 日本大学法学部卒業
- 1977年2月 松岸保育園を運営する社会福祉法人松岸福祉会理事長就任
- 1979年 水野清（衆議院議員）公設秘書[要出典]
- 1987年4月 千葉県議会議員に当選（4期在任）
- 2002年10月27日 第18回参議院議員補欠選挙に千葉県選挙区から立候補、初当選
- 同年11月 志帥会入会
- 2004年7月11日 第20回参議院議員通常選挙で再選
- 2006年9月27日 安倍内閣で財務大臣政務官に就任
- 2010年7月11日 第22回参議院議員通常選挙で落選
- 2022年4月29日 旭日中綬章受章[2]

## 政策
- 選択的夫婦別姓制度導入に反対[3]。

## 献金
- 2003年～2005年の間に日本新聞販売協会から献金を受けている[4]。

## 所属していた団体・議員連盟
- 神道政治連盟国会議員懇談会
- 日本の領土を守るため行動する議員連盟（元事務局次長）